# Piret Lotman
Piret Lotman (* 24. Juni 1950 in Tallinn) ist eine estnische Historikerin und Bibliothekarin.

## Leben
Piret Lotman studierte von 1971 bis 1977 an der Universität Tartu Geschichtswissenschaft. Anschließend arbeitete sie einige Jahre am Historischen Institut der Estnischen Akademie der Wissenschaften, bevor sie eine Stellung an der Estnischen Nationalbibliothek erhielt, wo sie seit 1988 wissenschaftliche Angestellte ist. Von 1992 bis 1997 studierte sie zusätzlich Bibliothekswissenschaft an der Universität Tallinn, danach war sie als Doktorandin an der Universität Tartu eingeschrieben, wo sie 2010 mit einer Arbeit über Heinrich Stahl zum Doktor theol. promoviert wurde.
Piret Lotman ist verheiratet mit dem estnischen Literaturwissenschaftler und Politiker Mihhail Lotman, die klassische Philologin Maria-Kristiina Lotman und die Literaturwissenschaftlerin Rebekka Lotman sind ihre Töchter.

## Wissenschaftliches Werk
Lotman konzentriert sich in ihrer Forschungsarbeit auf die Frühe Neuzeit in Estland und hat dabei vor allem die schwedische Periode untersucht. Neben ihrer einschlägigen Arbeit zu Stahl hat sie zahlreiche Arbeiten zur Druckerei- und Buchgeschichte sowie zur Zensur in Estland vorgelegt. Darüber hinaus gehören Schul- und Kirchengeschichte zu ihrem Spezialgebiet.

## Auszeichnungen
- 2011 Friedrich-Puksoo-Preis
- 2014 Jahrespreis für estnische Historiografie

## Werke (Auswahl)
- (Hg.) Uurimusi tsensuurist. Acta Bibliothecae Nationales Estoniae IV, Tallinn 1995. 152 S.
- Hävitatud raamat ja eestlase identiteet, in: Tuna 2/2000, S. 95–103.
- Nigol Andresen ja Eesti raamatukogud sõjajärgsel ajal, in: Tuna 4/2007, S. 78–85
- (Hg.) Lugemise kunst = The art of reading. Eesti Rahvusraamatukogu, Tallinn 2011, ISBN 978-9949-413-71-3, 303 S.
- Heinrich Stahli elu ja looming. Eesti Rahvusraamatukogu, Tallinn 2014, ISBN 978-9949-413-50-8, 253 S.